# Cryptocarya carrii
Cryptocarya carrii är en lagerväxtart som beskrevs av André Joseph Guillaume Henri Kostermans. Cryptocarya carrii ingår i släktet Cryptocarya och familjen lagerväxter. Inga underarter finns listade i Catalogue of Life.